# Henry Eccles (Komponist)
Henry Eccles der Jüngere (* zwischen 1675 und 1685 in London; † zwischen 1735 und 1745 vermutlich in Paris) war ein englischer Violinist und Komponist.
Henry Eccles wurde als Sohn von Solomon Eccles (1618–1683) in England geboren. Über sein frühes Leben ist nichts bekannt, die erste Erwähnung erfolgt im Jahre 1705, als er ein Benefizkonzert gab und durch die Veröffentlichung seiner „Preludes und Voluntaries“. Er reiste 1713 in Begleitung des Herzogs d’Aumont nach Frankreich, wo er fortan lebte. Spätestens ab 1720 lebte er in Paris, wo er zu den Vingt-quatre Violons du Roy am französischen Hof unter Ludwig XV. gehörte. Er wird häufig mit dem gleichnamigen Henry Eccles dem Älteren (zwischen 1640 und 1650 – 1711) verwechselt, welcher Mitglied der King’s Private Music war; dieser ältere Henry war möglicherweise sein Onkel, das genaue Verwandtschaftsverhältnis ist aber nicht geklärt. Auch wurde Henry Eccles der Jüngere früher fälschlich als Bruder des Komponisten John Eccles angesehen, dem Sohn von Henry Eccles dem Älteren.
Von ihm stammt wahrscheinlich eine Sonate in g-Moll für Cello und Generalbass. Eine Bearbeitung dieser Sonate für Kontrabass und Klavier ist ein häufig in der musikalischen Ausbildung gespieltes Werk.
- Preludes & Voluntaries für Violine 1705 London
- 12 Violinsonaten 1720 Paris
- 10 Violin- und 2 Flötensonaten 1723

## Noten
- Noten und Audiodateien von Henry Eccles im International Music Score Library Project
- Werke von Henry Eccles (Komponist) beim Mutopia-Projekt